# ثيوقراطية الشر
ثيوقراطية الشر هي عبارة اطلقها ولي عهد البحرين سلمان بن حمد، في إشارة إلى تنظيم الدولة الإسلامية٬ وقد دعا خلال خطابه في «حوار المنامة» المجتمع الدولي إلى استبعاد عبارة «الحرب على الارهاب» وإستبدالها بعبارته «ثيوقراطية الشر».